# Шенкарёва, Рожа
Ро́жа Ше́нкарёва , урождённая Ве́рикойц, немецкий вариант — Розмари Шенкер (н.-луж. Roža Šenkarjowa, Wěrikojc; нем. Rosmarie Schenker, 5 ноября 1934 год, деревня Ровне (нем. Rohne), Лужица, Германия) — серболужицкая писательница и поэт. Лауреат литературной премии Домовины. Дочь нижнелужицкого народного художника Вылема Верика и старшая сестра писательницы Ингрид Нагловой.
Родилась в 1934 году в семье художника Вылема Верика в нижнелужицкой деревне Ровне. С 1959 по 1967 год работала в серболужицкой школе в деревне Дешанк (Диссенхен) около Котбуса. Позднее работала редактором серболужицкой редакции Радио ГДР (с 1990 года — Bramborske Serbske Radijo RBB) в Котбусе.
В сотрудничестве со своей сестрой основала фольклорный нижнелужицкий певческий ансамбль «Judahej». Около 20 лет участвовала в деятельности этого ансамбля. Опубликовала около ста стихотворений в различных серболужицких периодических изданиях.
В 2014 году удостоена Почётного знака и литературной премии серболужицкой культурно-просветительской организации «Домовина».
Сочинения
- Wšykne drogi wjedu domoj/ Wšycke drogi wjedu domoj. Basni, ilustracije Sophie Natuschke, Budyšyn, 1998
- Basni// Wjacornjejše stawanje. Dolnoserbske basni slědnych 50 lět, wudawaŕ a zestajaŕ: Erika Janowa, Budyšyn, 2000
- Wuběrk basni, Serbska poezija cysło 55, Budyšyn, 2009